# (29091) 1981 EF8
A (29091) 1981 EF8 a Naprendszer kisbolygóövében található aszteroida. Schelte J. Bus fedezte fel 1981. március 1-jén.